# Sint-Odiliakapel (Panningen)

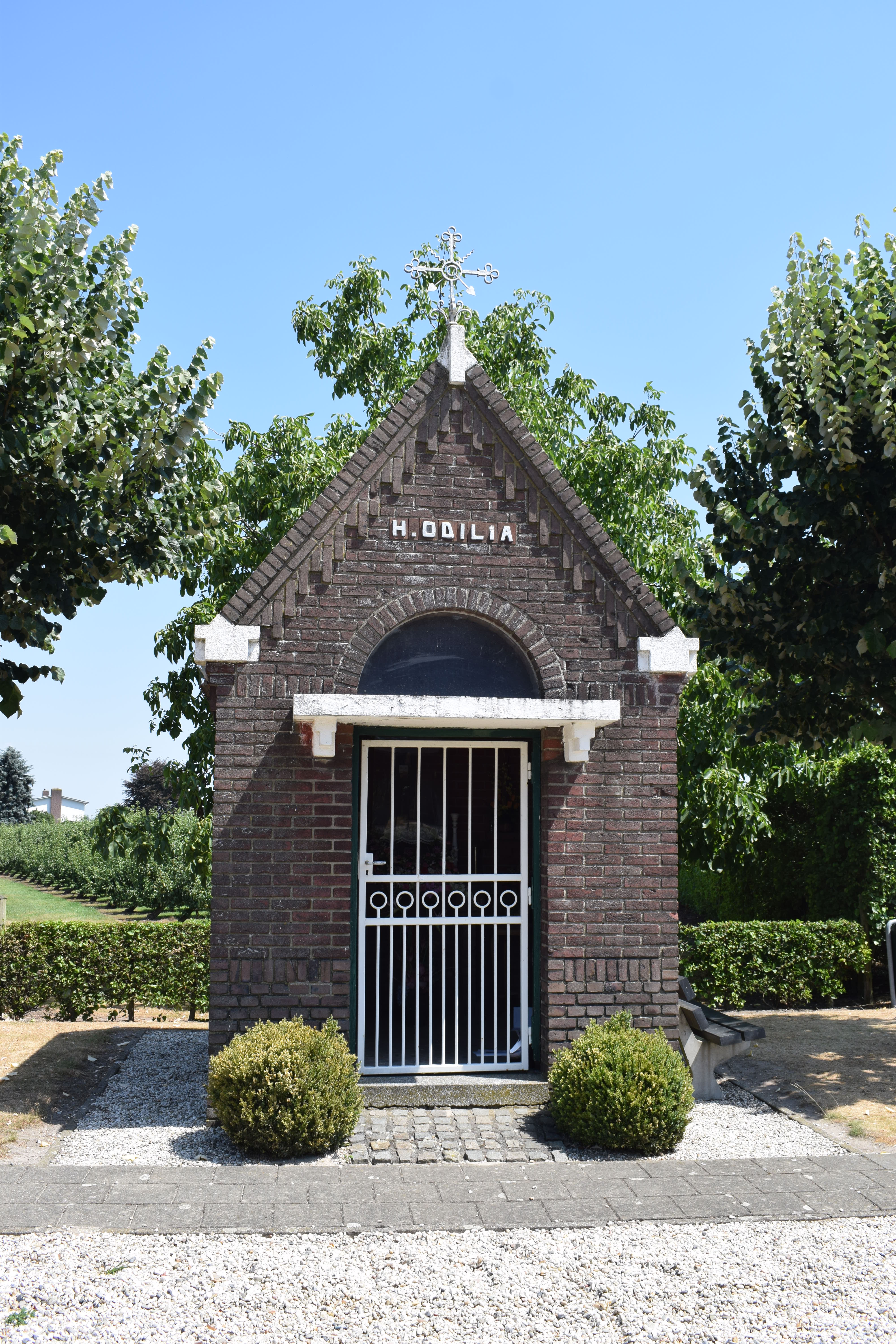
De Sint-Odiliakapel in Panningen

De Sint-Odiliakapel is een kapel in Panningen in de Nederlandse gemeente Peel en Maas. De kapel staat aan de splitsing van de Beekstraat met de Zandbergweg aan de noordoostrand van het dorp.
De kapel is gewijd aan de heilige Odilia van de Elzas.

## Geschiedenis
In 1864 werd de kapel gebouwd. Jaarlijks diende de kapel met de processie als rustaltaar.
Vanaf de jaren 1960 raakte de kapel langzaam in vergetelheid. In 1984 werd de kapel gerestaureerd en op 27 juli 1984 opnieuw ingezegend.

## Gebouw
De bruine bakstenen kapel is opgetrokken op een rechthoekig plattegrond en wordt gedekt door een zadeldak van dakleer. De kapel heeft geen steunberen en geen vensters in de zijgevels. De frontgevel is een topgevel waarbij de uiteindes en de top in wit geschilderde betonnen stenen zijn uitgevoerd met op de top van de gevel een wit smeedijzeren sierkruis. Hoog in de topgevel is de naam van de heilige aangegeven met keramische letters: H. Odilia. In de frontgevel bevindt zich de rondboogvormige toegang van de kapel, waarbij het boogveld (timpaan) voorzien is van een venster en van de rest gescheiden is met een wit geschilderd betonnen afdakje op witte kraagstenen. Onder het afdakje is een wit ijzeren sierhek aangebracht die de kapel afsluit.
Van binnen is de kapel bekleed met rode bakstenen. Tegen de achterwand is het altaar gemetseld dat bestaat uit twee bakstenen kolommen met daarop het natuurstenen altaarblad. Hierop is een bakstenen sokkel gemetseld die aan de voorzijde versierd is met een Grieks kruis van rode bakstenen. Op de sokkel staat achter glas het beeld van Sint-Odilia.